# Dipinto con arco nero
Dipinti con arco nero è un dipinto a olio su tela (188x196 cm) realizzato nel 1912 dal pittore Vasily Kandinsky. È conservato nel Centre Pompidou di Parigi.
Gli elementi figurativi sono quasi completamente assenti.